# 바오 (1996년)
바오(본명: 배성엽, 1996년 5월 12일 ~)는 대한민국의 가수이다. 2017년 NOGA엔터테인먼트 소속의 보이그룹 루첸트의 멤버로 데뷔하였으나 네이처스스페이스로 소속사를 이적한 후 2022년 12월 1일 XEED의 멤버로 재데뷔했다.이후 2025년 5월 30일 보이그룹 XD로 재데뷔하였다.2025년에는 XD 쇼케이스, 팬미팅, 일본 공연 등을 진행하며 활발한 활동을 이어갔다.같은 해 8월 1일, 주식회사 쿠즈(KOODS INC.)와 전속계약을 체결하며 본격적인 솔로활동을 예고했다.